# Rhynchopsilopa magnicornis
Rhynchopsilopa magnicornis är en tvåvingeart som beskrevs av Friedrich Georg Hendel 1913. Rhynchopsilopa magnicornis ingår i släktet Rhynchopsilopa och familjen vattenflugor. Inga underarter finns listade i Catalogue of Life.